# 철결핍성 빈혈

헴의 구조

철결핍성 빈혈(鐵欠乏性貧血, 영어: iron-deficiency anemia)은 철 결핍으로 인한 빈혈이다. 철분결핍성 빈혈(鐵分欠乏性貧血)이라고도 한다. 빈혈은 적혈구 수의 감소 또는 혈액 내 헤모글로빈의 양 감소로 정의된다. 천천히 발병하는 경우엔 피로감, 쇠약감, 호흡부족, 운동능력 저하 등의 증상이 종종 발생한다. 빠르게 발생하는 빈혈은 흔히 어지러움, 아찔함, 갈증 증가 등 더 심각한 증상을 보인다. 일반적으로 사람이 눈에 띄게 창백해지기 이전부터 심각한 빈혈이라고 간주한다. 철결핍성 빈혈이 있는 아동은 성장과 발달에 문제가 있을 수 있다. 기저 원인에 따라 다른 추가적인 증상이 나타날 수 있다.
철결핍성 빈혈은 혈액에서 철분의 손실, 음식을 통한 철분 섭취 부족, 철분의 흡수 장애로 인해 발생한다. 출혈의 원인에는 심한 월경, 출산, 자궁근종, 위궤양, 대장암, 요로 출혈 등이 있다. 염증성 장질환, 복강병, 위 우회술 등의 결과로 몸이 음식에서 철분을 잘 흡수하지 못할 수도 있다. 개발도상국에서는 기생충 감염, 말라리아, HIV/AIDS이 철결핍성 빈혈의 위험을 증가시킨다. 혈액 검사를 통해 확진한다.
철결핍성 빈혈은 충분한 양의 철분을 함유한 식단을 먹거나 철분을 보충하여 예방할 수 있다. 철분이 많은 음식에는 고기, 견과류, 시금치, 혹은 철분 강화 밀가루로 만든 음식이 있다. 치료에는 식이요법 변경과 기생충 치료 또는 궤양 수술과 같은 근본적인 원인에 대한 처치가 포함될 수 있다. 철분 보충제와 비타민 C가 권장되기도 한다. 중증 환자는 수혈 또는 철분주사로 치료할 수 있다.
철결핍성 빈혈 환자는 2015년 14억 8000만 명에 달했다. 식이 철의 부족은 전 세계적으로 모든 빈혈의 약 절반을 유발한다고 추정된다. 여성과 어린 아이들이 가장 흔히 영향을 받는다. 2015년 철분 결핍으로 인한 빈혈로 약 54,000명이 사망했다. 이는 1990년의 213,000명보다 줄어든 것이다.

## 증상
철결핍성 빈혈은 증상 없이 나타날 수도 있다. 느리게 발병하는 경향으로 인해 몸이 적응할 시간이 있기 때문에, 발병 이후 얼마간은 환자가 병이 있다는 것을 알아채지 못하는 경우가 종종 있다. 증상이 나타날 경우, 피부 또는 점막의 옥시헤모글로빈 감소로 인해 눈이 창백한 색을 띄는 소견을 보이거나 피로, 어지러움, 운동 능력 저하, 두통, 쇠약, 사지 말단의 온도 저하, 추위에 민감해지는 등의 증상과 함께 나타날 수 있다.
이러한 증상들은 특이적이거나 민감하지는 않다. 철결핍성 빈혈의 가장 큰 증상은 창백해진 점막이다. 그럼에도 불구하고, 한 대규모 연구에서 아동의 빈혈(헤모글로빈 < 11.0g/dl)을 구별하는 데 있어서 창백한 점막의 민감도는 28%, 특이도는 87%로 조사되었으며, 심각한 빈혈(헤모글로빈 < 7.0g/dl)을 구별하는 데 특이도는 49%로 나타났다.
심각한 경우 호흡곤란이 발생하기도 한다. 이식증이 나타나기도 하는데, 얼음을 계속 먹으려 하는 빙식증의 경우 철결핍성 빈혈의 가장 특이적인 소견이라는 주장도 있다.
다른 철결핍성 빈혈에서 나타날 수 있는 증상과 징후는 다음과 같다.
- 과민성
- 협심증
- 심계항진
- 호흡곤란
- 무감각이나 작열감
- 설염
- 구각구순염
- 숟가락손발톱, 또는 손톱이 잘 부러짐

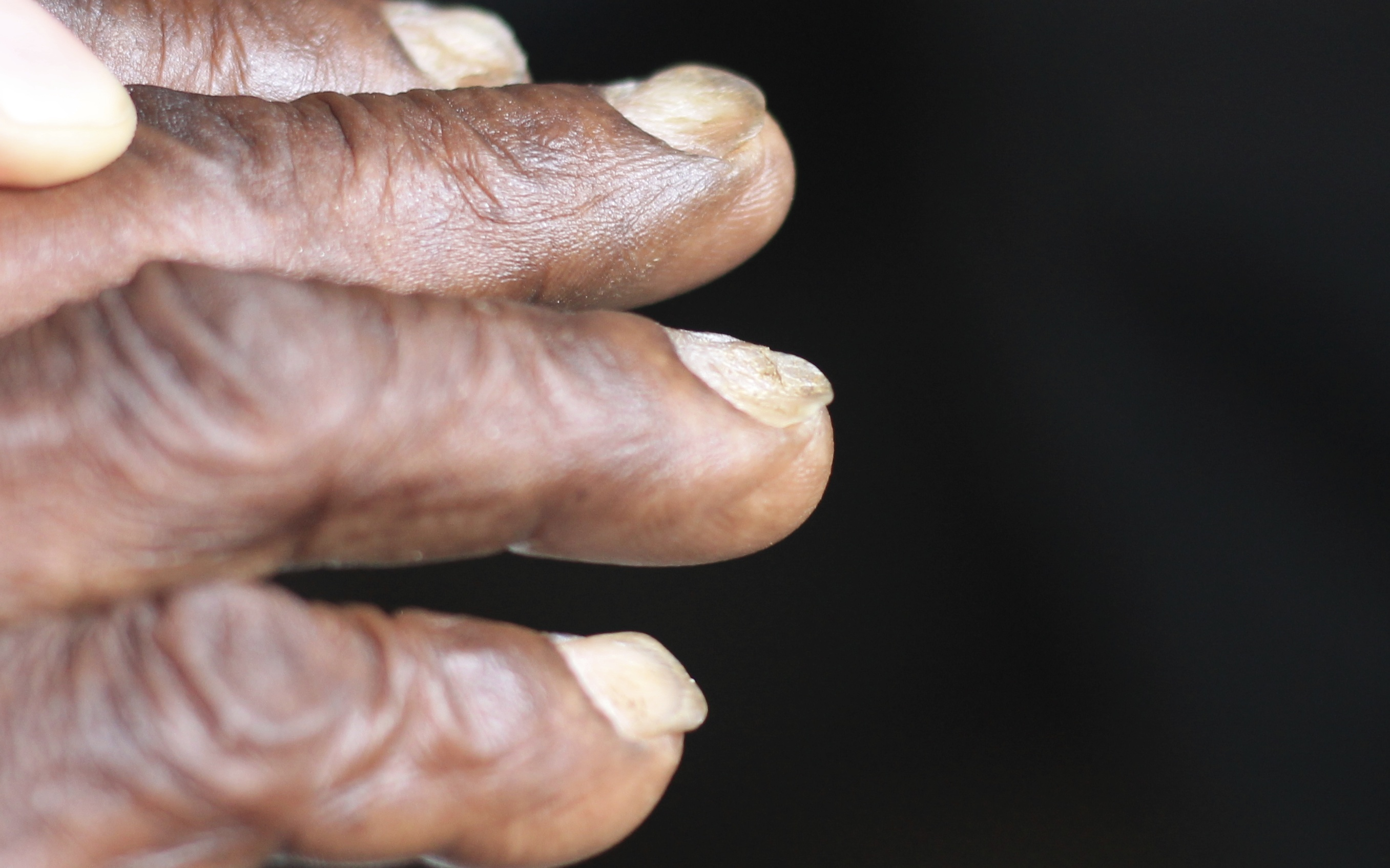
철결핍성 빈혈로 인한 손가락 및 손톱

- 식욕 저하, 특히 영아나 소아의 철분결핍성 빈혈의 경우에서 잘 나타난다.[21]
- 식도막 형성으로 인한 삼킴장애 (플러머-빈슨 증후군)
- 하지불안 증후군[22]

### 아동 발달
철결핍성 빈혈은 학습능력의 저하와 운동기능의 변화를 포함한 신경계의 빈약한 발달과 관련이 있다. 이는 철분 결핍이 뇌의 신경세포 발달에 영향을 미치기 때문이다. 인체에 철분이 부족할 때 적혈구는 철분에 우선 결합하게 되어 뇌의 신경세포와 멀어지게 된다. 정확한 원인은 밝혀지지 않았지만, 이러한 신경학적 문제로 인해 발달의 측면에서 장기적인 영향이 있을 수 있다.

## 원인
철결핍성 빈혈로 진단됐을 때는 그 원인에 대한 추가적인 조사가 필요하다. 철의 수요량 증가, 철의 손실량 증가, 철의 섭취량 감소 등으로 인해 철결핍성 빈혈이 발생할 수 있다. 철분 수요는 흔히 어린이 같은 성장기나 임신 시에 증가한다. 예를 들어, 급격한 성장기의 어린이나 청소년에서는 철분 요구량이 섭취량을 초과하여 질병도 없고 정상적인 식사를 하는 경우에도 철분 결핍이 일어날 수 있다. 철분 결핍은 일반적으로 혈액 손실로 인해 발생한다. 만성 위장관 출혈은 혈액을 손실시키는 한 가지 예이며, 이는 악성종양과 관련이 있을 수 있다. 가임기 여성의 경우, 심한 월경은 혈액을 손실시켜 철분결핍성 빈혈의 원인이 될 수 있다. 비건이나 채식주의자와 같이 식단에서 철분을 많이 섭취하지 않는 사람들도 철결핍성 빈혈의 위험이 높다.

### 기생충 관련 질병
전 세계적으로 철결핍성 빈혈의 주요 원인은 기생충 침입으로 인한 기생 질병인 연충증이다. 철결핍성 빈혈을 일으키는 가장 흔한 원인 기생충은 두비니구충(Ancylostoma duodenale), 실론구충(Ancylostoma ceylanicum), 아메리카구충(Necator americanus)이 있다. 세계보건기구는 전 세계적으로 약 20억 명의 사람들이 이러한 토양매개연충에 감염된 상태라고 추정한다. 기생 충은 인간의 소장 점막과 결합함으로써 염증과 만성적인 혈액 손실을 유발하며, 혈액을 본인의 영양분으로 사용하는 과정에서 궁극적으로 철결핍성 빈혈을 일으킬 수 있다.

### 혈액 손실
적혈구는 철분을 함유하고 있으므로 혈액 손실은 철분 손실로 이어진다. 혈액 손실에는 월경, 위장출혈, 위궤양, 출혈장애 등 여러 가지 원인이 있다. 출혈의 속도는 빠를 수도, 느릴 수도 있다. 소화성 궤양, 혈관형성이상, 염증성 장질환, 대장용종, 대장암과 같은 위장관의 암과 같이 체내에서 천천히 발생하는 만성 혈액 손실도 철결핍성 빈혈을 일으킬 수 있다.

#### 월경
월경으로 인한 출혈은 철결핍성 빈혈의 흔한 원인이다. 월경과다를 앓고 있는 여성들은 식사로 섭취하는 것보다 월경 시 더 많은 양의 혈액을 잃을 위험이 높기 때문에 철결핍성 빈혈이 생길 수 있다. 대부분의 여성들은 월경 주기당 약 40 mL의 피를 잃는다. 철분은 이때 혈액과 함께 소실된다. 피임약이나 자궁 내 장치(IUD)와 같은 일부 피임법은 혈액의 양을 감소시킬 수 있기 때문에 월경주기 동안 철분이 손실된다. 철분 보충제를 간헐적으로 복용하여 철결핍성 빈혈을 효과적으로 치료할 수 있으며, 철분 보충제를 매일 장기간 복용했을 때 나타날 수 있는 몇몇 부작용도 예방할 수 있다.

#### 위장관 출혈
남성과 폐경기 여성에서 발생하는 철결핍성 빈혈의 가장 흔한 원인은 위장관 출혈이다. 위, 식도, 소장, 대장 등에서 발생하는 위장관 출혈에는 많은 원인이 있다. 먼저 NSAIDs(예: 아스피린)나 와파린 같은 항응고제, 클로피도그렐 등의 항혈소판제를 정기적으로 복용하여 위장관 출혈이 발생할 수 있다. 그러나, 이러한 약물들은 일부 환자, 특히 혈액 응고 증상을 일으키는 환자에게는 반드시 필요하다. 대장암은 위장관 출혈, 즉 철결핍성 빈혈의 또 다른 원인이다. 일반적으로 대장암은 고령의 사람들에게서 발생한다. 또한 폰 빌레브란트 병, 진성적혈구증가증 등 일부 출혈 질환도 위장관 출혈을 일으킬 수 있다.

### 음식

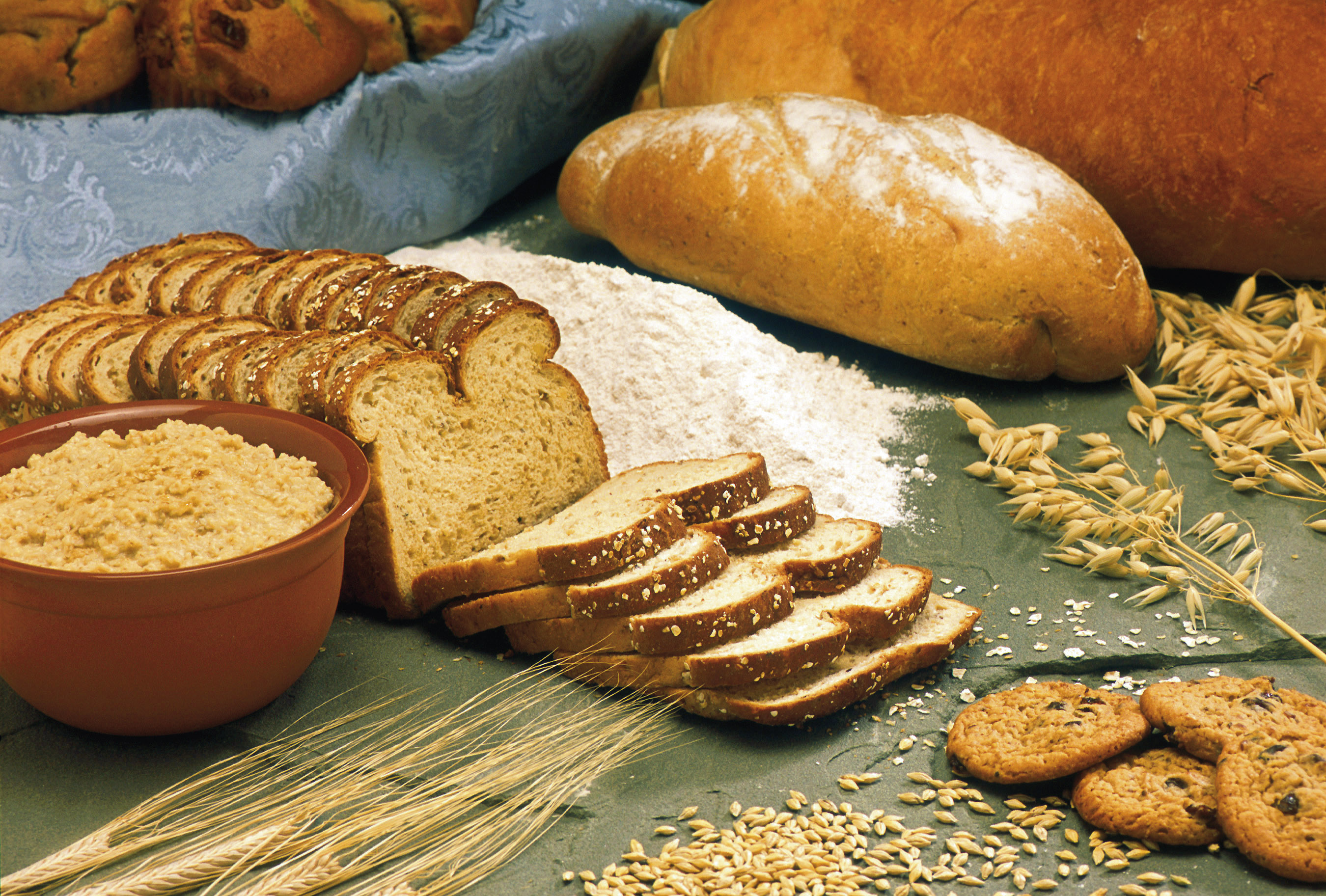
많은 나라들에서 밀가루는 철분이 강화되어 있다.

신체는 필요한 철분을 보통 음식에서 흡수한다. 만약 사람이 너무 적은 양의 철분을 섭취하거나, 흡수가 잘 되지 않는 비헴 철(non-heme iron)을 섭취하는 경우 시간이 지나면서 철분 결핍에 걸릴 수 있다. 철분이 많이 포함되어 있는 음식에는 육류, 계란, 녹색의 잎채소, 철분 강화 음식 등이 있다. 올바른 발달과 성장을 위해서 신생아와 어린이는 식사를 통해 철분을 잘 섭취할 필요가 있다. 어린이에서 우유를 과량 섭취하는 것은 철결핍성 빈혈의 발생과 관련되어 있다. 또 다른 철결핍성 빈혈의 위험 인자로는 적은 육류 섭취, 적은 철분 강화 음식 섭취가 있다.
미국 국립의학아카데미는 2001년 철분의 평균필요량(estimated average requirements, EAR)과 일일권장량(recommended dietary allowances, RDA)을 2001년 업데이트했다. 14 ~ 18세 여성의 철분 평균필요량은 하루에 7.9mg, 19 ~ 50세 여성은 하루 8.1mg, 그보다 나이가 많은 폐경기 여성은 하루 5.0mg이다. 19세 이상 남성의 철분 평균필요량은 6.0mg이다. 한편 14 ~ 18세 여성의 철분 일일권장량은 15.0mg, 19 ~ 50세 여성은 18.0mg, 그보다 나이가 많은 여성은 8.0mg이다. 19세 이상 남성의 철분 일일권장량은 8.0mg이다. 평균필요량보다 철분을 많이 필요로 하는 사람들도 철분을 충분히 섭취할 수 있도록 일일권장량은 평균필요량보다 높게 정해져 있다. 임신한 여성의 철분 일일권장량은 하루 27mg, 수유를 하는 여성은 하루 9mg이다. 1 ~ 3세의 아동인 경우 하루 7mg, 4 ~ 8세인 경우 하루 10mg, 9~ 13세인 경우 8mg이다.

### 철분 흡수 저하
음식에서 나온 철분은 소장의 혈류로 흡수되며, 주로 십이지장에서 흡수된다. 철분 흡수 장애는 철결핍성 빈혈의 덜 흔한 원인이지만, 많은 위장 질환은 철분을 흡수하는 신체의 능력을 저하시킬 수 있다.
복강병에서 십이지장의 구조가 비정상적으로 변화하면 철분 흡수가 감소할 수 있다. 위의 기형이 있거나 수술로 위를 절제한 경우 철분이 흡수 가능한 형태로 변환되기 위해 필요한 산성 환경이 제대로 만들어지지 않으면서 흡수 장애를 일으킬 수 있다. 위나선균(H. pylori)의 만성 감염이나 장기간 양성자 펌프 억제제 치료를 받은 경우 위에서 염산의 생산이 불충분하여 위산저하증 또는 무위산증이 발생할 수 있다. 이때 3가 철 이온(ferric iron, Fe3+)이 흡수 가능한 형태인 2가 철 이온(ferrous iron, Fe2+)으로 전환되는 것이 억제된다.
비만대사수술은 철의 흡수 장애를 일으켜 철결핍성 빈혈의 위험을 증가시킨다. 체중 조절이나 당뇨병 조절을 위해 루앵Y 연결(Roux-en-Y anastomosis) 수술을 받은 경우, 위는 작은 주머니 모양으로 변형되며, 철분이 흡수되는 십이지장을 건너뛰어 바로 소장에 연결된다. 루앵Y 연결을 통한 위우회술을 받은 환자 중 17 ~ 45%에서 철결핍성 빈혈이 발생한다.

### 임산부
철분을 보충하지 않으면 많은 임산부들에서 철결핍성 빈혈이 발생한다. 이는 산모가 평소 저장하고 있던 철분으로 증가된 자기 자신의 혈액, 성장 중인 태아, 태반의 발생을 위한 헤모글로빈에 대하여 모두 철분을 충당해야 하기 때문이다. 혈관내 용혈과 혈색소뇨는 덜 흔한 철결핍성 빈혈의 원인이다. 임신 중의 철분 결핍은 아기에게 장기적이고 돌이킬 수 없는 인지 장애를 일으킬 수 있다.
철분 결핍은 산모의 감염이나 임신 중 합병증 위험을 높여 건강에 위해를 끼친다. 발생할 수 있는 합병증에는 자간전증, 출혈 장애, 주산기 감염이 있다. 철분 결핍이 있는 채로 임신한 경우 태아 조직의 발달이 제대로 이루어지지 못한다. 임신 초기, 특히 임신의 첫 3분기에 경구로 철분 보충제를 복용하여 임신 중 철결핍성 빈혈의 부작용과, 태아 성장에 철분 결핍이 미치는 부정적인 영향을 줄일 수 있다. 그러나 철분 보충제는 임신당뇨병 발생의 위험 인자이므로 헤모글로빈 수치가 정상인 임산부에서는 철분 보충제가 권장되지 않는다. 철분 결핍으로 인해 미숙아를 낳을 수 있으며 아기의 언어가 운동 발달이 지연되는 등 신경 기능에 문제가 생길 수 있다.
몇몇 연구에서는 10대 여성의 경우 청소년기에 철분과 다른 영양소의 필요량이 이미 늘어나 있기 때문에 임신 시 철결핍성 빈혈이 발생할 위험성이 더 크다는 결론을 내놓았다.

### 어린이
아동기에는 성장이 빨라 철결핍성 빈혈에 걸릴 위험이 높다. 아이들의 철 필요량은 식사로 섭취하는 양보다 많다. 태어날 때 아기는 몸에 철분을 저장한 채로 태어난다. 그러나 이 철 저장량은 대개 생후 4~6개월이 되면 전부 소진된다. 또한 우유를 너무 일찍 먹기 시작한 아이는 위장관 출혈로 인한 빈혈이 발생할 수 있다.
철결핍성 빈혈 발생 위험이 있는 아이는 다음과 같다.
- 미숙아
- 저체중 출생아
- 생후 12개월 이전에 우유를 먹은 신생아
- 생후 6개월 이후 철분 보충 없이 모유 수유나 철분이 강화되지 않은 분유를 먹고 있는 신생아
- 하루에 700mL 이상의 우유를 마시고 있는 1 ~ 5세 아동
- 사회경제적 지위가 낮은 아동
- 특별한 의료 서비스를 필요로 하고 있는 아동
- 히스패닉 계통 인종인 아이[47]
- 과체중인 아이[47]

### 헌혈
헌혈을 자주 하는 경우에도 철결핍성 빈혈 발생 위험이 있다. 전혈을 헌혈하는 경우 대략 200mg의 철이 몸에서 나가게 된다. 혈액은행에서는 헌혈하기 전에 헌혈자가 빈혈이 있는지를 검사한다. 빈혈이 있는 경우 헌혈을 시행하지 않는다. 혈소판이나 백혈구만을 헌혈하는 경우 철분 손실이 덜하다.

### 헵시딘
혈청과 소변의 헵시딘 농도 감소는 초기 철분 결핍을 나타내는 수치이다. 또한 헵시딘 농도는 말라리아와 철분 결핍 간의 복잡한 관계와도 관련이 있다. 헵시딘은 말라리아 감염 시 상향조절되어 있으므로, 빈혈 발생에 관여할 가능성이 있다.

## 기전
철결핍성 빈혈은 심각한 철분 결핍으로 인해 발생할 수 있다. 몸이 충분한 철(기능성 이온)을 가지고 있을 때 나머지는 나중에 세포, 주로 골수와 간에서 사용할 수 있도록 저장된다. 철이 저장되는 물질을 페리틴 복합체라고 하며, 페리틴은 인간이나 다른 동물들에서 철 대사 시스템을 구성하고 있다. 남성은 약 3.5g, 여성은 약 2.5g의 철분을 저장하고 있다.
헵시딘은 간에서 만들어지는 펩타이드 호르몬으로 체내 철 농도를 조절하는 역할을 하는데, 적혈구형성에 이용 가능한 철분의 양을 감소시킨다. 헵시딘은 페로포틴에 결합하여 분해되도록 유도하는데, 페로포틴은 세포에서 철이 나오게 하여 혈류로 운송하는 역할을 한다. 적혈구형성이 많이 일어나는 경우와 같은 상황에서, 철분 결핍과 조직의 저산소증은 헵시딘 발현을 억제한다. 반면 전신 감염이나 염증(특히 사이토카인인 IL-6이 관련됨)이 있는 경우, 혈류 내 순환하는 철 농도가 올라간 경우에는 헵시딘 발현이 자극된다.
철은 특히 헤모글로빈의 중요한 구성요소로서 신체의 적혈구형성에 중요한 무기질이다. 체내에서 발견되는 철의 약 70%가 헤모글로빈에 결합되어 있다. 철은 주로 소장에서 흡수되는데, 특히 십이지장과 공장이 주된 흡수 부위이다. 어떤 요인들은 철의 흡수를 증가시키거나 감소시킨다. 예를 들어 철분이 함유된 음식과 함께 비타민 C를 섭취하면 철분 흡수가 증가된다고 알려져 있다. 테트라사이클린이나 제산제 등의 일부 약물은 철분 흡수를 감소시킨다. 곡물의 피트산이나 차의 탄닌 역시 철의 흡수를 방해한다. 소장에서 흡수된 철분은 트랜스페린에 결합한 상태로 혈류를 통해 운반되어, 최종적으로는 골수에서 적혈구형성에 관여한다. 적혈구가 분해되면 철은 몸에서 재활용되고 저장된다.
인체가 필요로 하는 철분 양이 현재 이용 가능한 양을 넘게 되면 얼마간은 페리틴에 저장된 철을 사용하여 정상적으로 적혈구형성이 진행된다. 그러나 저장된 철을 모두 소모하게 되면 적혈구형성이 비정상적으로 진행된다. 궁극적으로 철이 부족하면 헤모글로빈 생산이 떨어지며 정상 수치 아래로 내려가게 되고, 그 결과 폐에서 산소와 결합하여 운반하는 역할을 할 헤모글로빈이 부족해져 빈혈이 발생한다.

## 진단
일반적으로 철분결핍성 빈혈의 최종 진단에서는 골수흡인 표본을 염색하여 철이 골수에서 고갈되었다는 것을 확인해야 했다. 그러나 철결핍성 빈혈 진단을 위해 더 쉽고 신뢰성 있는 혈액 검사를 시행할 수 있기 때문에 골수흡인은 오늘날 일반적으로 이용하지 않는다. 또한 비경구적인 철분 보충 이후에 시행한 골수흡인 검사가 진단적 가치가 있는지에 대한 의문도 있다.
철저한 과거력 확인이 철분결핍성 빈혈 진단에 중요하다. 과거력 확인은 혈변이나 여성의 월경과 같은 빈혈의 흔한 원인을 감별하는 데에 도움이 된다. 구충이나 편충 등이 풍토병인 지역의 여행력을 확인하면 기생충 충체나 충란을 확인하기 위한 특정 대변 검사를 시행할 수도 있다.

### 혈액 검사
| 변화 | 수치                                                             |
| ---- | ---------------------------------------------------------------- |
| ↓    | 페리틴, 헤모글로빈, 평균적혈구용적(MCV), 평균적혈구혈색소량(MCH) |
| ↑    | 총철결합능(TIBC), 트랜스페린, 적혈구분포폭(RDW)                  |

빈혈은 흔히 루틴으로 시행하는 혈액 검사로 발견된다. 정의상 헤모글로빈(Hb) 수치가 충분히 낮다면 빈혈로 진단하며, 적혈구용적률(Hct) 값이 낮은 것도 빈혈의 특징이다. 이후 빈혈의 원인을 규명하기 위한 추가 검사를 실시한다. 빈혈이 철분 결핍으로 인해 발생했다면, 신체의 철 저장량이 고갈되기 시작하면서 CBC에 최초로 나타나는 비정상적인 값 중 하나는 적혈구분포폭(RDW)이 된다. RDW는 적혈구 크기(RBC)의 변동성을 반영하는 수치이다.
또한 체내 철이 고갈되면서 평균적혈구용적(MCV)도 낮게 나타나는데, 이는 비정상적으로 크기가 작은 적혈구가 많다는 것을 의미한다. MCV, 평균적혈구혈색소량(MCH), 평균적혈구혈색소농도(MCHC) 수치가 혈액 검사에서 낮게 나오며 말초혈액도말(PBS) 검사에서 그에 맞게 적혈구가 작게 보인다면 소적혈구빈혈이 발생했다고 할 수 있다.
철결핍성 빈혈 환자의 말초혈액도말 검사 결과에서는 적혈구가 작아지며 저색소(색깔이 옅어진 적혈구) 양상을 보이며, 적혈구부동증(적혈구의 크기가 다양하게 나타남)과 변형적혈구증가증(적혈구 모양이 다양하게 나타남) 소견을 보이기도 한다. 더 심한 철결핍성 빈혈 환자의 말초혈액도말 검사 결과에서는 저색소의 연필 모양 세포가 모이거나, 간혹 적은 수의 유핵적혈구를 볼 수도 있다. 철결핍성 빈혈에서 혈소판 수치가 약간 올라가 경증의 혈소판증가증이 발생하기도 하지만, 중증의 경우 오히려 혈소판감소증이 일어날 수도 있다.
그 후 혈청 페리틴, 혈청 철 농도, 혈청 트랜스페린, 총철결합능(TIBC) 등의 검사를 통해 철결핍성 빈혈을 확진할 수 있다. 가장 흔하게 나타나는 결과는 혈청 페리틴 감소이다. 그러나 만성 염증 상태에서는 혈청 페리틴이 올라갈 수 있으므로 철결핍성 빈혈에서 항상 페리틴이 감소하지는 않는다. 혈청 철 농도를 측정할 수도 있으나 혈청 철 농도와 총철결합능을 모두 측정하는 게 더 신뢰성이 높다. 트랜스페린 포화도(철분 포화도)는 혈청 철 농도를 총철결합능으로 나누어 구하며, 철결핍성 빈혈 진단에 도움이 될 수 있는 수치이다. 그러나 이때는 다른 유형의 빈혈 등 다른 질환도 고려해야 한다. 한편 적혈구분포폭(RDW) 역시 진단에 쓰일 수 있으며 주로 철결핍성 빈혈에서는 증가한다.
지중해빈혈 등 다른 질환을 감별하기 위해 추가적인 검사가 필요할 수 있다. 지중해빈혈 환자에게 철분 보충제를 투여하면 혈색소증을 유발할 수 있으므로 철분 제제로 치료해서는 안된다. 철분 분석과 헤모글로빈 전기영동은 두 질환을 감별하는 데에 유용한 근거를 제공한다.

### 선별 검사
미국에서 임산부에 대하여 임신 중 철결핍성 빈혈의 선별 검사를 시행하는 것이 더 나은 결과를 내는지에 대해서는 결론이 불명확하다. 그러나 6 ~ 24개월 어린이를 대상으로는 선별 검사를 하는 게 좋다는 결론이 나와 있다. 미국 질병예방특별위원회(USPSTF)는 증상이 없는 임산부와 고위험군 신생아에 대하여 시행하는 선별 검사를 권고등급 B로 판정했다. 선별 검사는 헤모글로빈이나 적혈구용적율을 검사하여 이루어진다.

## 치료

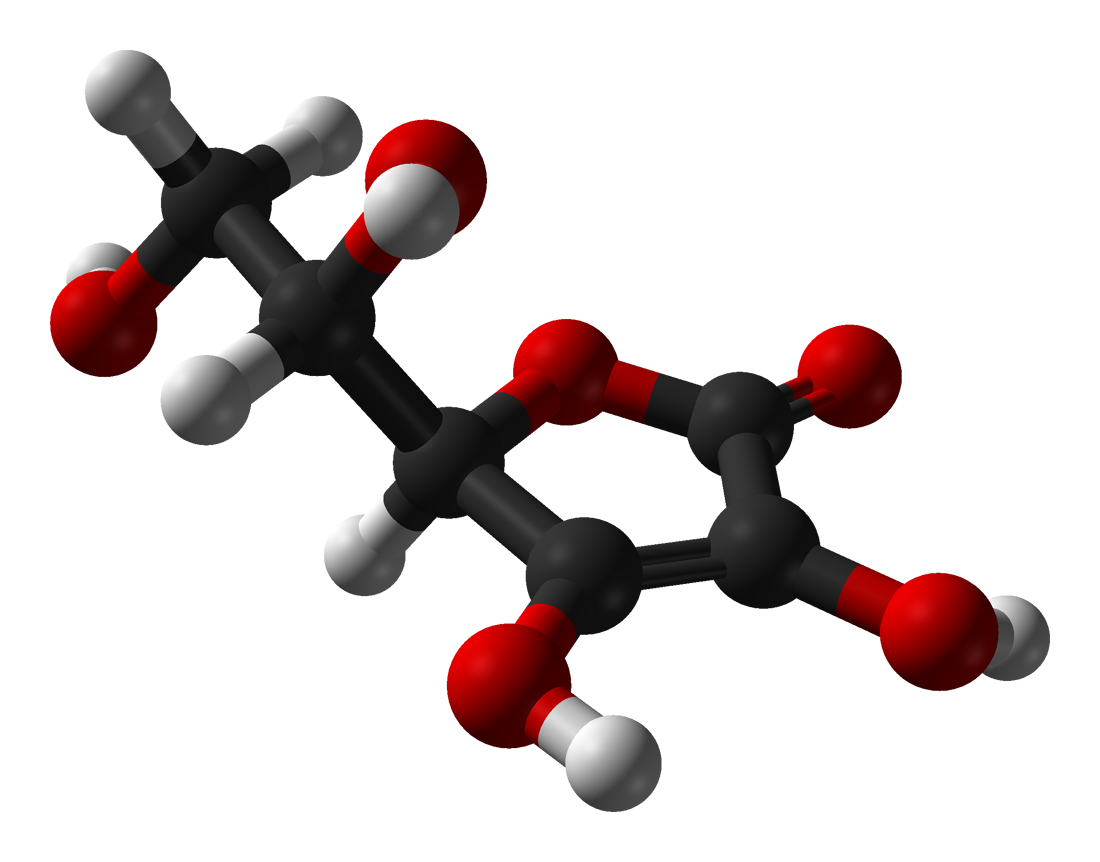
아스코르브산 (비타민 C)

치료는 철결핍성 빈혈의 원인과 중증도를 따져서 결정해야 한다. 혈액 손실이나 다른 기저의 원인이 빈혈을 유발한 것이라면 그 원인을 치료해야 한다. 철결핍성 빈혈은 대개 경구 철분 보충제로 치료한다. 중증의 급성 빈혈이 생긴 경우 우선 중간 치료로 즉시 수혈을 하거나 철분을 정맥 주사로 보충한다.
비교적 덜 심한 경우에는 철이 많은 음식을 먹도록 식단을 바꾸고 경구 철분 보충제를 복용하도록 한다. 비타민 C(아스코르브산)는 철 흡수가 잘되도록 하므로 비타민 C가 많은 음식도 도움이 될 수 있다. 경구 철분 보충제는 여러 가지 제제가 이용 가능하다. 알약 제제인 보충제도 있고, 어린이가 복용하기 쉽도록 액체인 경우도 있다. 경구로 철분을 보충할 경우 대부분 소장을 통해 잘 흡수되지만, 소장에서 더 오랜 시간 동안 방출되도록 서방형 제제로 설계된 약물들도 있다. 음식이 있으면 소장에서 흡수되는 철분 양이 줄어들기 때문에 이러한 경구 보충제는 공복에 복용하여야 가장 체내에 잘 흡수된다. 경구 철분 보충 치료의 용량은 성인의 경우 하루 100~200 mg, 어린이는 하루 3~6 mg/kg이다. 보통 하루에 3~4알 정도 복용하여 이 용량을 채우게 된다. 이런 치료에는 부작용이 있다. 경구 철분 보충제로 인해 흔히 변비, 구역질, 구토, 불쾌한 금속 맛, 어두워진 대변 색깔 등 부정적인 위장관계 효과가 나타난다. 경구 철분 보충 치료를 받은 환자 중 15~20%가 변비를 호소한다. 소장에서 천천히 흡수되는 서방형 제제인 경우 변비를 일으킬 가능성이 비교적 낮다. 혈중 철 농도가 정상으로 회복되고 체내 철 저장량이 복구되는 데에는 6개월에서 1년 가량이 걸린다. 경구 철 보충은 복강병, 염증성 장질환, 위나선균 감염 등으로 인한 흡수 장애가 원인인 철분결핍성 빈혈 환자에게는 효과적이지 못할 수 있다. 이런 경우에는 경구나 정맥 주사로 흡수되는 철분 양을 늘리기 위해서 기저 질환을 먼저 치료할 필요가 있다.
철결핍성 빈혈이 더 심해져 경구 치료가 듣지 않거나, 환자가 경구 보충 치료를 받으려 하지 않을 경우 다른 치료가 필요하다. 가능한 선택지는 철분 정맥 주사와 수혈이다. 경구 철분 보충 치료를 받으려 하지 않거나, 경구 요법이 듣지 않는 경우, 또는 장기간 철분 보충이 필요한 환자에게 정맥 주사로 철분을 보충할 수 있다. 예를 들어 투석 치료를 받으면서 동시에 에리트로포이에틴이나 다른 적혈구형성 자극제를 투여받고 있는 환자의 경우, 비경구 철분 보충 치료를 통해 몸이 에리트로포이에틴에 더 잘 반응하여 적혈구를 만들도록 할 수 있다.
철분 정맥 주사는 아나필락시스와 같은 심각한 알레르기 반응을 일으킬 수 있지만, 여러 다른 약제가 나오면서 이런 부작용의 가능성을 낮추었다. 어떤 경우에는 정맥을 통한 철분 투여가 경구 투여보다 더 안전하고 효과적이다. 혈액 손실 등으로 인한 중증 빈혈 환자거나, 심혈관계 질환과 같은 심각한 다른 증상이 있는 환자에서는 수혈을 고려할 수도 있다.
모노페릭은 미국에서 철결핍성 빈혈 치료제로 2020년 1월 승인되었다.

## 역학

2012년 철분결핍성 빈혈로 인해 사망한 사람의 수. (단위: 100만 명)
자료 없음
0
1
2-3
4-5
6-8
9-12
13-19
20-30
31-74
75-381

2004년 인구 10만 명당 철분결핍성 빈혈로 인한 장애보정생존연수.
자료 없음
50 미만
50-100
100-150
150-200
200-250
250-300
300-350
350-400
400-450
450-500
500-1000
1000 이상

중등도의 철결핍성 빈혈은 전 세계적으로 6억 1,000만 명, 또는 전 인구의 8.8%에 영향을 미치고 있다. 남성(7.8%)보다 여성(9.9%)에서 약간 더 많이 발병한다. 1 ~ 3세 아동 중에서는 15% 정도가 철결핍성 빈혈에 걸려 있다. 경도의 철결핍성 빈혈은 3억 7,500만 명이 걸린 상태이다. 임산부는 전체의 52%가 철결핍성 빈혈의 영향을 받는다.
국가마다 철결핍성 빈혈이 전체 빈혈에서 차지하는 비율은 차이가 있다. 빈혈이 흔하게 생기는 인구집단인 어린이와 임신하지 않은 여성에서 철결핍성 빈혈은 전체 빈혈의 각각 25%, 37%를 차지한다. 또한 임산부에서 철결핍성 빈혈이 흔하게 발병한다.
미국의 경우 성인 남성의 2%, 백인 여성의 10.5%, 아프리카계나 멕시코계 여성의 20%가 철결핍성 빈혈에 걸린다.
2010년 질병관리본부에서 발표한 5차 국민건강영양조사에 따르면 대한민국에서 철결핍성 빈혈의 유병률은 남성에서 0.7%, 여성에서 8.0%였으며 가임기 여성의 경우 11.5%로 더 높았다. 60세 이상의 유병률은 남성이 10.2%, 여성이 14.1%로 더 높은 편이었다.